# Fratrovci Ozaljski
Fratrovci Ozaljski su naselje u Republici Hrvatskoj, u sastavu Grada Ozlja, Karlovačka županija.

## Stanovništvo
Prema popisu stanovništva iz 2001. godine, naselje je imalo 66 stanovnika te 27 obiteljskih kućanstava.
Prema popisu stanovništva iz 2011. godine, naselje je imalo 48 stanovnika.
| broj stanovnika | 216   | 202   | 192   | 198   | 191   | 183   | 169   | 177   | 196   | 191   | 164   | 147   | 114   | 107   | 66    | 48    | 20    |
|                 | 1857. | 1869. | 1880. | 1890. | 1900. | 1910. | 1921. | 1931. | 1948. | 1953. | 1961. | 1971. | 1981. | 1991. | 2001. | 2011. | 2021. |

## Povijest
Najstariji ozaljski vazali bili su Andrija Senkovački u Fratrovcima. Do potpisivanja mirovnog ugovora (Trianonski sporazum) 1920-e godine između zemalja Antante i Kraljevine Mađarske, Fratrovci su bili dio Zagrebačke županije.